# Antolín Abad Pérez
Antolín Abad Pérez (13. února 1918, Villegas – 13. září 2007, Toledo) byl španělský historik, spisovatel a františkánský kněz.

## Životopis
Jako chlapec vstoupil do františkánského semináře v provincii San Gregorio Magno. V roce 1934 se stal novicem. Období občanské války strávil v Gálvez. V roce 1945 se vrátil do noviciátu. Pobýval v Pastraně, Ávile a Římě a studoval archivnictví. Na kněze byl vysvěcen v roce 1950.
Ve svém řádu zastával řadu funkcí, byl mimo jiné archivník, knihovník, badatel a spisovatel. Byl také propagátorem mariánské legie.
Zemřel v toledském konventu San Juan de los Reyes.

## Dílo (výběr)
- Los Franciscanos en América